# شیخ ابراهیم ۲
شیخ ابراهیم ۲ در شهرستان ازنا، بخش مرکزی، دهستان پاچه لک غربی، ۴۵۰ متری شمال شرقی روستای تمبک واقع شده و این اثر در تاریخ ۲۸ اسفند ۱۳۸۵ با شمارهٔ ثبت ۱۸۳۲۲ به‌عنوان یکی از آثار ملی ایران به ثبت رسیده است.